# 武田信道
武田 信道（たけだ のぶみち、天正2年（1574年） - 寛永20年3月5日（1643年4月23日））は、戦国時代から江戸時代初期の人物。高家武田家の実質的初代当主。法号は顕了道快。武田信玄の次男・海野信親（竜芳）の子で、母は穴山信君の娘。武田家滅亡時の当主であった武田勝頼・信勝親子は父方の叔父と従兄、この2人の死後に当主とされた勝千代（信道より2歳だけ上）は母方の叔父にあたる。室は馬場信盛の娘。子に武田信正ほか女子2名がいる。

## 略歴
『甲斐国志』に拠れば、信道は天正10年（1582年）の織田信長・徳川家康連合軍による甲州征伐での武田家の滅亡後、甲府の長延寺（現在の東本願寺甲府別院光澤寺）において信玄の御伽衆の一人であった実了（母がのちに再嫁していた）の養子となり出家する。織田軍による残党狩りの際には、信濃国安曇郡犬飼村へ逃れ身を潜めていた。本能寺の変で織田信長が横死したのち甲斐国は徳川家康の領地となり、信道は家康と甲府尊体寺で拝謁し、慶長8年（1603年）に実了の跡を継いで長延寺2世住職となる。
信道は武田遺臣である大久保長安の庇護を受けたが、長安の死後、慶長18年（1613年）に大久保長安事件に連座して松平康長に預けられた。その際、長延寺の山門楼上より武田家伝来の甲冑・軍配・馬印・軍旗・幔幕などが幕府に没収された。元和元年（1615年）に伊豆大島に配流され、同島の野増に居を構えた。のち同地で没したという。
信道夫妻に同行した9人の家臣のうち5人が島で亡くなった。信道夫妻と家臣5名の供養塔（野増墓地内）と屋敷跡は、1956年（昭和31年）に武田信道及び家臣供養塔並びに屋敷跡として東京都の史跡に指定された。
信道の子孫は子の信正が江戸幕府から赦免されて江戸へ戻り、信正の子の信興が高家に列せられ、現在まで信道の系統が嫡流とされている。